# Materin akord
Materin akord (izvorno nemško: Mutterakkord) je dvanajsttonski simetrični piramidalni akord, zgrajen iz enajstih različnih intervalov (glede na poltonske vrednosti), manjših od čiste oktave in večjih od čiste prime. Sredninski (šesti) interval mora biti tritonus, okrog katerega so simetrično nanizani pari intervalov komplementarnih poltonskih vrednosti. Vsota dveh intervalov mora ustrezati dvanajstim poltonom, tj. oktavi (npr. m2 + v7 = č8). Skupen obseg materinega akorda je 66 poltonov. Prvega izmed številnih materinih akordov je leta 1921 skonstruiral in poimenoval skladatelj Fritz Heinrich Klein (1892-1977).
Babičin akord (izvorno nemško: Grossmutterakkord) je različica materinega akorda, pri katerem veljajo še dodatna pravila gradnje. Od osnovnega tona (navzgor ali navzdol) simetrično nizamo lihe in sode intervale po postopku 11-2-9-4-7-6-5-8-3-10 ali v7, v2, v6, v3, v6, v3, č5, zv4, č4, m6, m3, m7 in m2. V okviru temperiranega tonskega sistema oz. zapisa sta možna le en akord in njegov obrat. Prvi ga je skonstruiral Nicolas Slonimsky (1894-1995). 